# Alvise Cadamosto
Alvise Cadamosto, o també Alvise da Ca da Mosto, Alvise Ca' da Mosto o Alvise da Mosto, (Venècia, ca. 1432 – Venècia, 18 de juliol de 1488) fou un explorador i navegant venecià.
Cadamosto explorà l'oceà Atlàntic i la costa de l'Àfrica occidental per encàrrec del príncep de Portugal Enric el Navegant, descobrint una part de les illes de l'arxipèlag de Cap Verd entre 1455 i 1456, explorant la desembocadura del riu Gàmbia, l'Arxipèlag dels Bijagós i la costa adjacent.

## Biografia
Alvise Cadamosto va nèxier al voltant de 1432 al palau de Ca' Da Mosto, una gran mansió burgesa situada als marges del Gran Canal de Venècia. Des de ben jove es dedicà al comerç, realitzant diversos viatges pel mar Mediterrani i embarcant-se cap a Alexandria, Anglaterra i Flandes.
En 1454, durant un d'aquests viatges, el mal temps l'obligà apropar-se fins a la costa de l'Algarve, on els vaixells en què viatjaven foren visitats per un emissari d'Enric el Navegant, instal·lat a la propera Sagres. Davant la perspectiva d'explorar les costes d'Àfrica va decidir romandre a Portugal i començar la seva pròpia carrera com a comerciant i explorador al servei de Portugal.
El 22 març de 1455 va salpar de Lisboa en la seva primera expedició d'exploració i comerç al llarg de la costa atlàntica d'Àfrica. En aquest viatge va visitar Madeira i les Canàries, continuant posteriorment cap a la costa africana fins a la desembocadura del riu Senegal, on entrà en contacte amb la població nativa. L'objectiu era superar la península de Cap Verd i explorar la regió de la desembocadura del riu Gàmbia. Pel camí es trobà amb una altra expedició portuguesa, comandada per Antoniotto Usodimare i junts continuaren fins al riu Gàmbia, abandonant en l'intent d'exploració per la forta hostilitat dels indígenes.
En 1456, de nou en companyia d'Usodimare, va reprendre la seva intenció d'explorar la regió del riu Gàmbia. En aquest viatge va descobrir algunes de les illes de l'arxipèlag de Cap Verd, sent els primers europeus a arribar-hi. Posteriorment l'expedició va arribar a la desembocadura del riu Gàmbia i l'l'Arxipèlag dels Bijagós. S'endinsà uns 100 km pel riu Gàmbia, havent de fer marxa enrere per l'hostilitat demostrada pels pobles costaners.
Després d'aquesta exploració Cadamosto es retirà a Portugal durant diversos anys, per tornar a Venècia pels volts de 1462, quan participà en la direcció d'una flota comercial amb destinació a Egipte.
El 1507 o 1508, una vegada mort, es publicà a Milà un recull dels seus viatges a la costa africana. La història fou escrita durant la dècada de 1460.